# Walter Reimers
Walter Reimers (* 17. August 1913 in Hamburg-Altona; † 8. Dezember 2010 in Hamburg-Altona) war ein deutscher Richter. Er war unter anderem ab 1963 Mitglied des Hamburger Verfassungsgerichts.

## Leben
Als Sohn von Ella Reimers, geborene Thormählen, und des Architekten Julius Reiners besuchte Walter Reimers das Realgymnasium Altona. Nach dem Abitur studierte er ab 1931 Rechtswissenschaft an der Eberhard Karls Universität Tübingen, der Friedrich-Wilhelms-Universität Berlin und der Georg-August-Universität Göttingen. Seit 1931 war er Mitglied des Corps Borussia Tübingen. Sein Referendariat leistete er im Bereich des Oberlandesgerichts Celle ab, wo er 1934 das erste Juristische Staatsexamen bestand.
Im Jahr 1935 in Göttingen zum Dr. iur. promoviert, bestand er 1939 das zweite Juristische Staatsexamen (Assessorexamen) in Hamburg, wurde 1939 Gerichtsassessor und 1940 Amtsgerichtsrat. Im Zweiten Weltkrieg diente er bei der Kriegsmarine, zuletzt als Oberleutnant. In der Nachkriegszeit wurde er von der britischen Militärregierung 1946 zum Sekretär eines Ausschusses für die Hochschulreform eingesetzt. Diese Tätigkeit wiederum führte ihn 1950 in den Vorstand des vom Hamburger Senat gebildeten Hochschulbeirats, dessen Vorsitz er 1954 übernahm. Er, selbst evangelisch, bewirkte hier die Gründung einer Theologischen Fakultät an der Universität Hamburg.

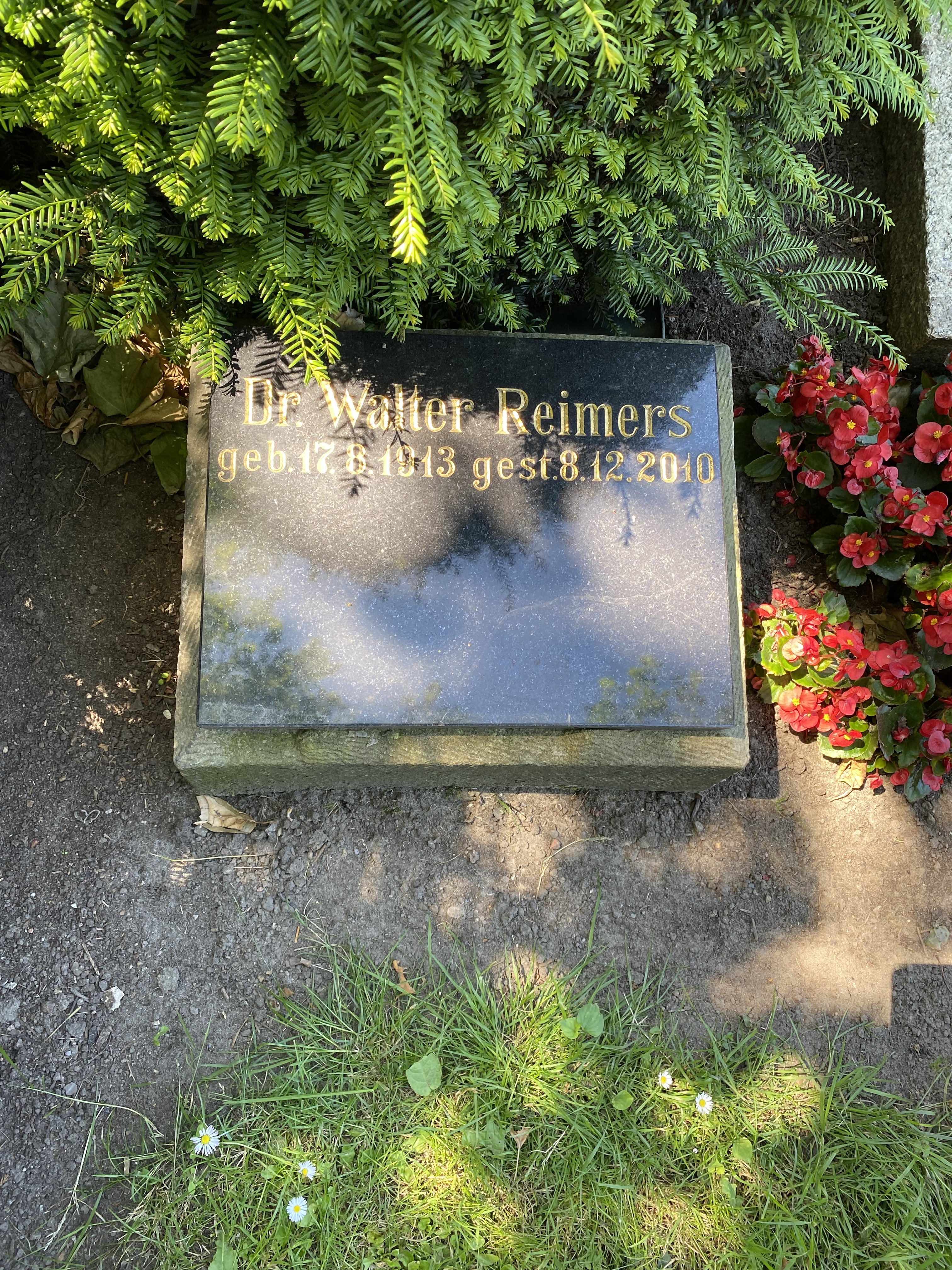
Grabstätte

Seit 1950 Oberlandesgerichtsrat, wurde er 1955 Senatspräsident und 1964 Vizepräsident des Hanseatischen Oberlandesgerichts in Hamburg. Ferner war er ab 1964 Vizepräsident des Hamburgischen Oberverwaltungsgerichts und des Hamburgischen Verfassungsgerichts. Bei seinem besonderen Interesse an der Referendarausbildung war er seit 1948 Mitglied und ab 1964 Vorsitzender des Justizprüfungsamts Hamburg sowie stellvertretender Vorsitzender des gemeinsamen Prüfungsamts der Länder Bremen, Hamburg und Schleswig-Holstein.
Im Jahre 1969 war Walter Reimers bei der Wahl des OLG-Präsidenten seinem Konkurrenten Walter Stiebeler knapp unterlegen. Zudem war er seit 1970 Vorsitzender des Hamburgischen Heilberufsgerichtshofs, 1965–1976 Mitglied des Ehrengerichtshofs für Rechtsanwälte und 1965 bis 1974 Vorsitzender des Vorstands der Gesellschaft Hamburger Juristen und leitete von 1970 bis 1973 die Staatshaftungskommission des Dt. Juristentages. Der Deputation des Deutschen Juristentags gehörte er von 1949 bis 1957 und von 1966 bis 1974 an. Im Dezember 1978 ging Reimers in den Ruhestand.
Reimers war ab 1974 in zweiter Ehe mit der Richterin Hannemarie Reimers, geborene Dammann (1930–2022), verheiratet und hatte eine Tochter namens Elke aus erster Ehe. Seit 1964 war er Mitglied des Academischen Clubs zu Hamburg, zudem war er u. a. Mitglied des Übersee-Clubs und des Rotary-Clubs Hamburg. Seine letzte Ruhestätte erhielt er auf dem Friedhof Bernadottestraße im Hamburger Stadtteil Ottensen.

## Ehrungen
- Eisernes Kreuz 2. Klasse
- Marineflakabzeichen
- 1979 Festschrift: Aus dem Hamburger Rechtsleben.: Walter Reimers zum 65. Geburtstag. 1979, hrsg. von Heinrich Ackermann, Jan Albers, Karl August Bettermann
- 1983 Emil-von-Sauer-Preis
- 1993 Ehrenmitglied des Corps Borussia Tübingen

## Veröffentlichungen
- Zum Begriff des Ordnungsgefüges in Natur- und Rechtswissenschaften. 1958.
- Die Bedeutung der Grundrechte für das Privatrecht. 1958.